# 王承烈 (康熙進士)
王承烈，本姓趙，贵州織金人，清朝政治人物、同進士出身。

## 生平
康熙十二年（1673年）癸丑科進士，三甲三十四名，授吏部主事，改安徽石埭知縣。